# Hlavní kaplan Armády České republiky
Hlavní kaplan Armády České republiky je vojenský důstojník, který stojí v čele duchovní služby Armády České republiky. Funkce byla zřízena k 22. červnu 1998 rozkazem ministra obrany ČR Michala Lobkowicze o „Zřízení duchovní služby v rezortu Ministerstva obrany“. Hlavní kaplan je členem osobního štábu náčelníka Generálního štábu Armády České republiky. Také je členem Rady pro duchovní službu, kterou svolává buďto jednou za 6 měsíců, nebo do jednoho měsíce na základě žádosti kteréhokoliv jejího člena.

## Jmenování kaplana
Hlavního kaplana jmenuje ministr obrany ČR, který ale ještě před jmenováním žádá o vyjádření ustanovené zástupce Ekumenické rady církví v České republice (ERC) a České biskupské konference (ČBK). Pokud jmenování kandidáta ministra obrany nedoporučí ustanovení zástupci ERC i ČBK, ministr jej může jmenovat pouze tehdy, když mu do půl roku nebudou schopni předložit společného kandidáta vlastního. Funkční období Hlavního kaplana AČR činí čtyři roky, maximální délka setrvání ve funkci osm let.

## Pracovní činnost
Hlavní kaplan je členem ekumenické komise posuzující vhodnost adepta pro službu vojenského duchovního. Je  zodpovědný  za duchovní   péči  o všechny  jemu  podřízené vojenské duchovní z církví účastných na smlouvě mezi ERC a ČBK.

## Hlavní kaplani Armády ČR
1. plk. Tomáš Holub (1998–2006)
2. plk. Jan Kozler (2006–2015)
3. plk gšt. Jaroslav Knichal (od 2015)